# Ernst Sagebiel

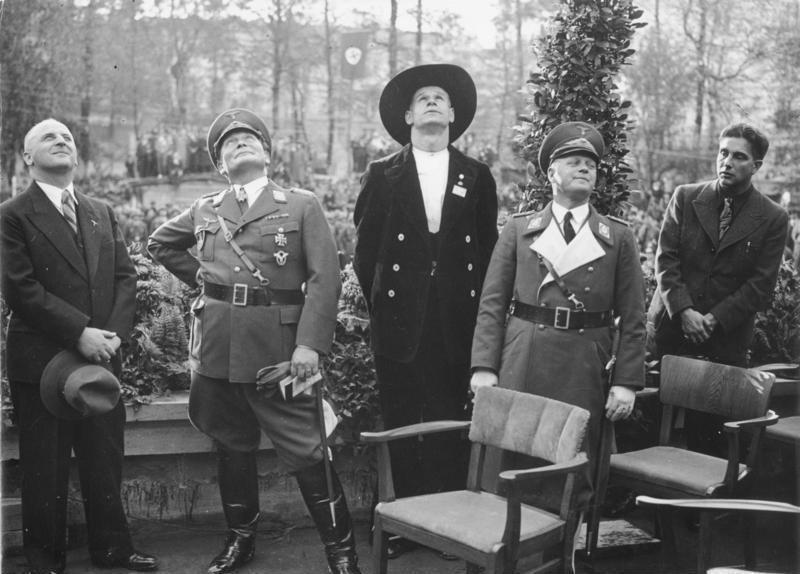
Richtfest 1935 mit Ernst Sagebiel (links), Hermann Göring und Erhard Milch, Reichsluftfahrtministerium, Berlin

Ernst Sagebiel (* 2. Oktober 1892 in Braunschweig; † 5. März 1970 in Starnberg) war ein deutscher Architekt, der vor allem während der Zeit des Nationalsozialismus Bedeutung erlangte.

## Leben

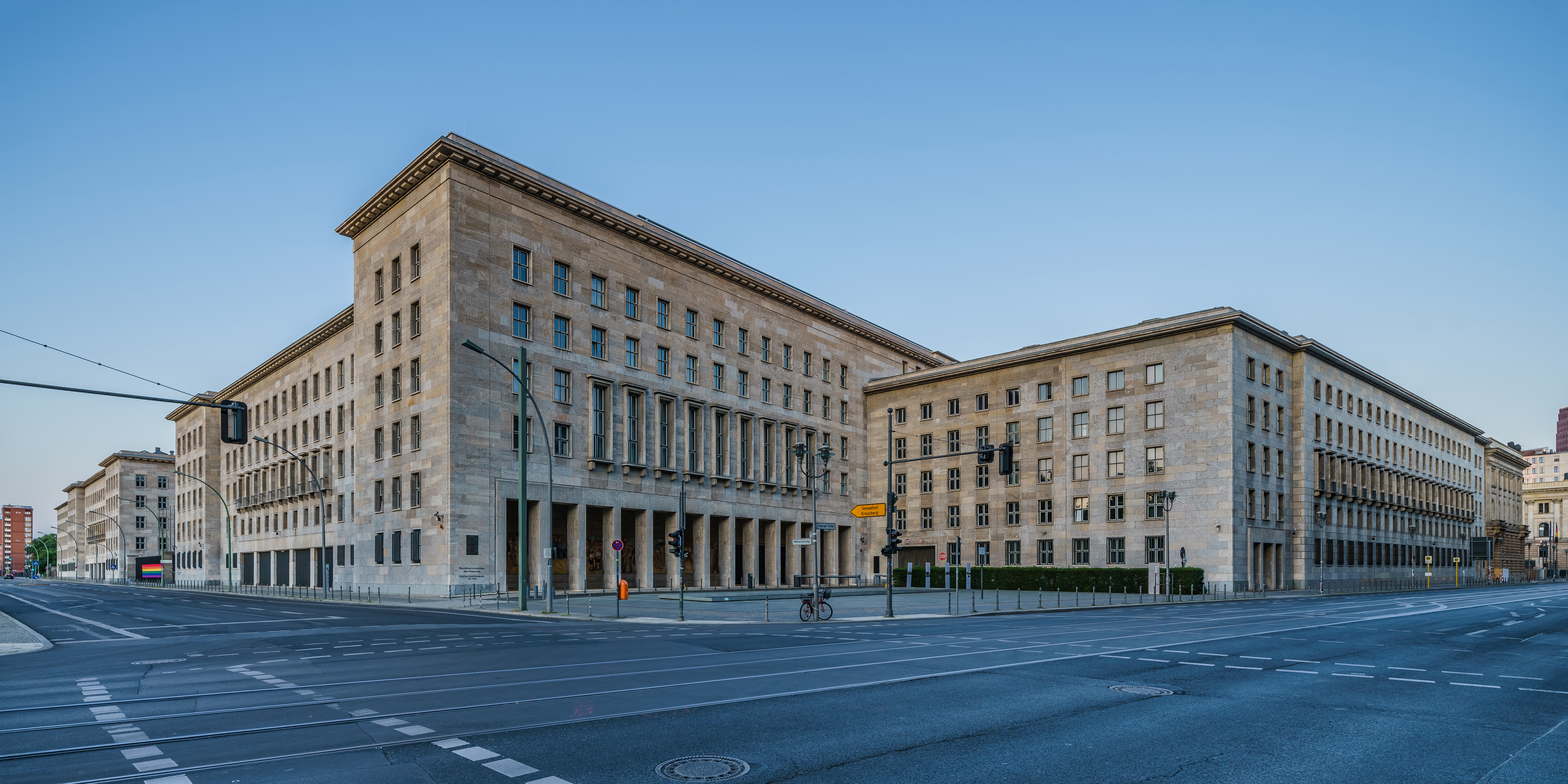
Ehemaliges Reichsluftfahrtministerium, heute Bundesfinanzministerium (2019)

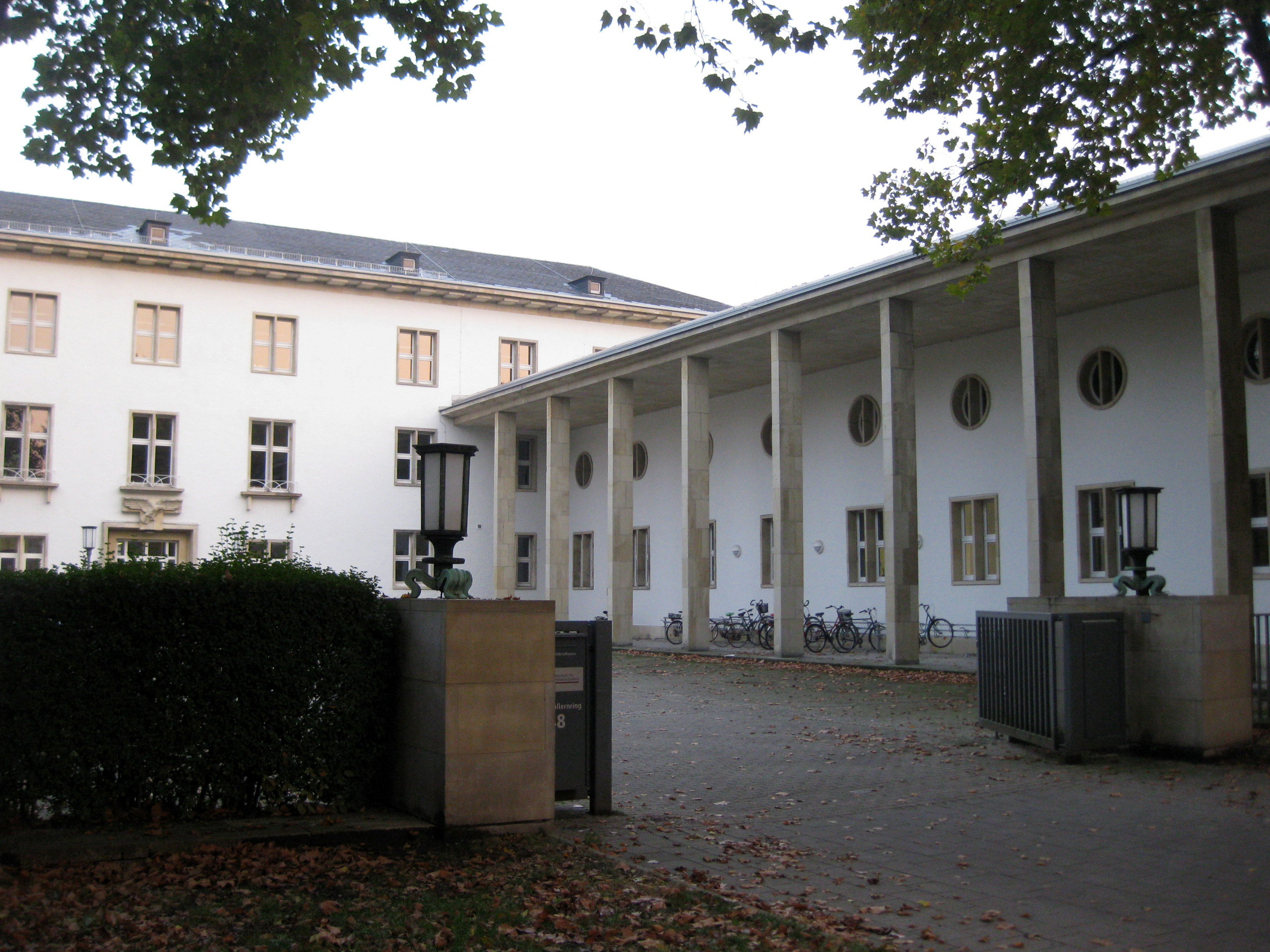
Luftamt Münster, erbaut 1934 (2016)

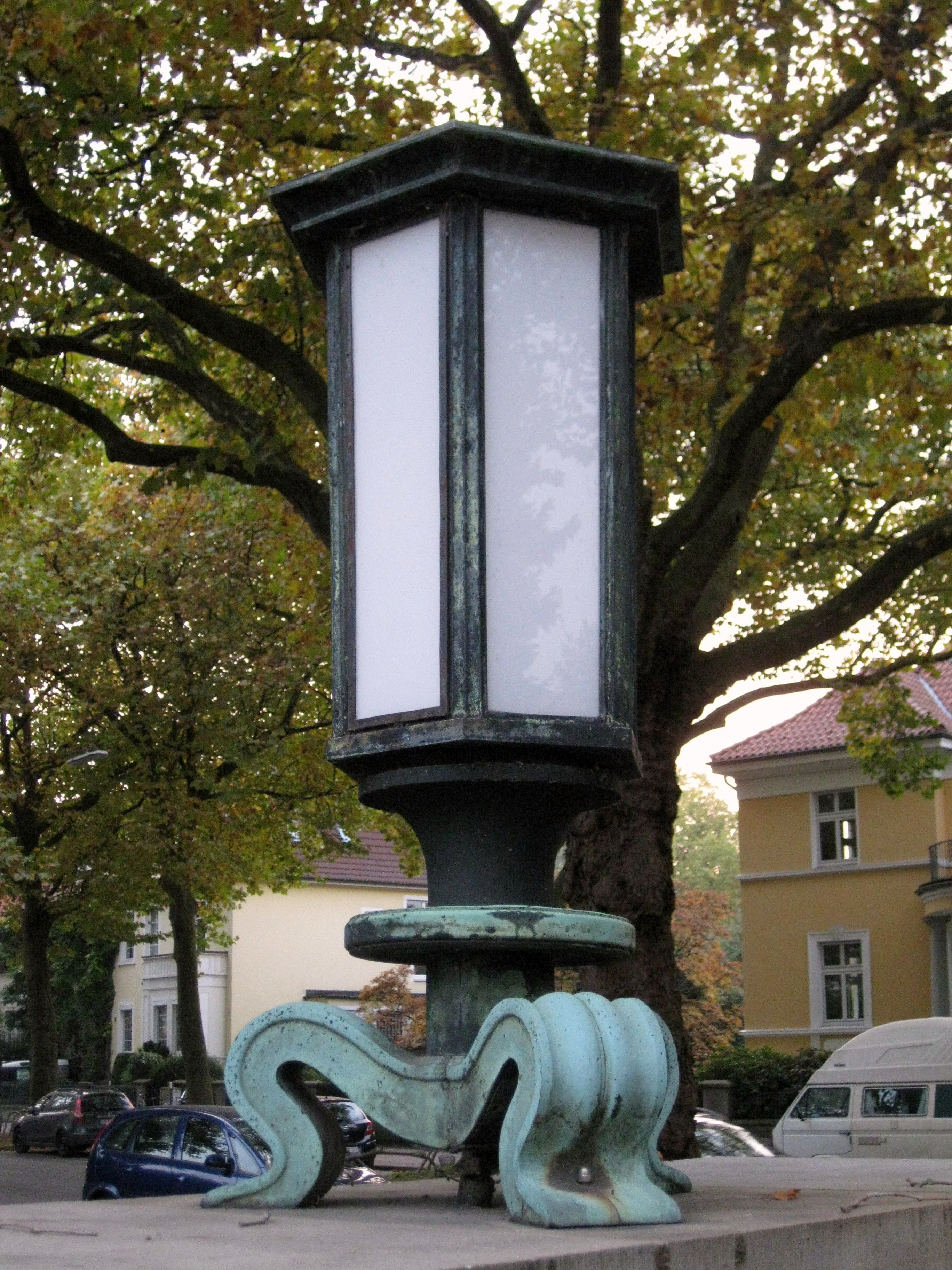
Luftamt Münster, Kandelaber am Haupteingang (2016)

Der Sohn des braunschweigischen Hofbildhauers Wilhelm Sagebiel (1855–1940) begann nach dem Abitur 1912 ein Studium der Architektur an der Technischen Hochschule Braunschweig. Unterbrochen von der Teilnahme am Ersten Weltkrieg und anschließender Kriegsgefangenschaft bis 1920 konnte er das Studium erst im März 1922 beenden. Seine Lehrer waren v. a. Hermann Pfeifer und Carl Mühlenpfordt. Von April 1922 bis September 1923 war er im Büro des Regierungsbaumeisters Julius Rolffs in Bonn tätig. Von September bis Dezember 1923 erhielt er eine Beschäftigung an dem Preußischen Neubauamt der Universität Bonn, an der Seite des Regierungs- und Baurats Gustav Lampmann, bevor er im Februar 1924 in das Architekturbüro von Jacob Koerfer in Köln eintrat. 1926 erfolgte seine Promotion. 1929 wechselte Sagebiel als Projektleiter und Geschäftsführer in das Berliner Büro des Architekten Erich Mendelsohn, das er wegen der schlechten Wirtschaftslage zum 1. November 1932 verließ. Fortan arbeitete er in der Bauabteilung der Firma Leiser Handelsgesellschaft mbH.
Nach der Machtergreifung der Nationalsozialisten bewarb sich Sagebiel um eine Mitgliedschaft in der NSDAP, die im Mai 1933 unter Mitgliedsnummer 2.580.820 erfolgte. Zudem wurde er im Juli auch Mitglied der SA.
Am 15. Dezember 1933 wurde er bei der Deutschen Verkehrsfliegerschule, die als Tarnorganisation mit dem Aufbau einer Luftwaffe befasst war, angestellt. Ab 1934 war er hier als Leiter des Referats für Sonderaufgaben mit der Planung und Bauleitung zahlreicher Kasernen betraut.
1934 und 1935 wurde nach seinen Plänen und unter seiner Leitung das Gebäude des Reichsluftfahrtministeriums an der Berliner Wilhelmstraße errichtet. Das war der erste Großbau in der Zeit des Nationalsozialismus. Er hat die Jahrzehnte überdauert und steht in der Berliner Denkmalliste. Danach war Sagebiel mit dem Bau des Flughafens Tempelhof – des damals größten Gebäudes der Welt – befasst.
Der Baustil Sagebiels, der sich gegenüber den von Albert Speer vertretenen eher klassizistischen Tendenzen sehr hart und geradlinig darstellt, wird – nicht zuletzt wegen seiner engen Verbindung zur Luftwaffe – als Luftwaffenmoderne bezeichnet. Mit dem frühen Bau des Reichsluftfahrtministeriums im Auftrag Hermann Görings, der zeitlich vor der späteren Einflussnahme Albert Speers auf die Architektur im Nationalsozialismus lag, gab Sagebiel eine Richtung vor, die über sein eigenes Wirken hinaus im „Dritten Reich“ erkennbar blieb. Ab 1938 war er direkt Hermann Göring unterstellt und zählte damit endgültig zu den bedeutendsten Architekten des „Dritten Reiches“. Bereits seit 1935 war Sagebiel zum Honorarprofessor an der Technischen Hochschule Berlin berufen worden. Am 20. April 1938 erhielt er zudem von Adolf Hitler den Professorentitel zuerkannt.
Mit dem Beginn des Krieges gegen die Sowjetunion im Juni 1941 wurden Sagebiels laufende Bauvorhaben eingestellt. Hierunter fiel auch der Neubau des Flughafens Tempelhof, der erst in den Nachkriegsjahren nach Ende der Berliner Luftbrücke und zunächst nur provisorisch fertiggestellt und für den Passagierflugverkehr genutzt werden konnte. Die große Empfangshalle wurde erst 1962 eingeweiht.

## Leben nach 1945
Am Ende des Zweiten Weltkrieges verließ Sagebiel mit seiner Frau Berlin und wohnte in Aschheim. Er geriet in amerikanische Gefangenschaft, die bis Ende September 1945 anhielt. Im Rahmen des Entnazifizierungsverfahrens wurde er im Februar 1948 als Mitläufer eingestuft und zu einer Sühnezahlung von 2000 Reichsmark verurteilt.
Sagebiel arbeitete in einer Architektengemeinschaft und war beim Wiederaufbau zerstörter Häuser in München beteiligt. Sein größtes Projekt war ein Neubau für das Bankhaus Merck Finck & Co in München. Das Ehepaar Sagebiel wohnte ab 1951 in München und ab 1956 in Feldafing. Anfang 1964 zog das Paar in eine Wohnung nach Starnberg. Ernst Sagebiel starb mit 77 Jahren an den Folgen eines Schlaganfalls. Seine Urne wurde auf dem Münchner Waldfriedhof beigesetzt. Er war seit 1925 mit Gertrud Sagebiel (gest. 1976) verheiratet. Die Ehe blieb kinderlos.

## Ehrungen
- 1937: Ernennung zum Mitglied in der Preußischen Akademie der Künste
- 1938: Verleihung des Professorentitels durch Adolf Hitler
- 1939: Ernennung zum Mitglied der Akademie des Bauwesens
- 1939: Wahl in den Verwaltungsausschuss des Deutschen Museums
- 1941: Verleihung des Kriegsverdienstkreuzes zweiter Klasse mit Schwertern

## Liste der Bauten und Planungen (Auswahl)

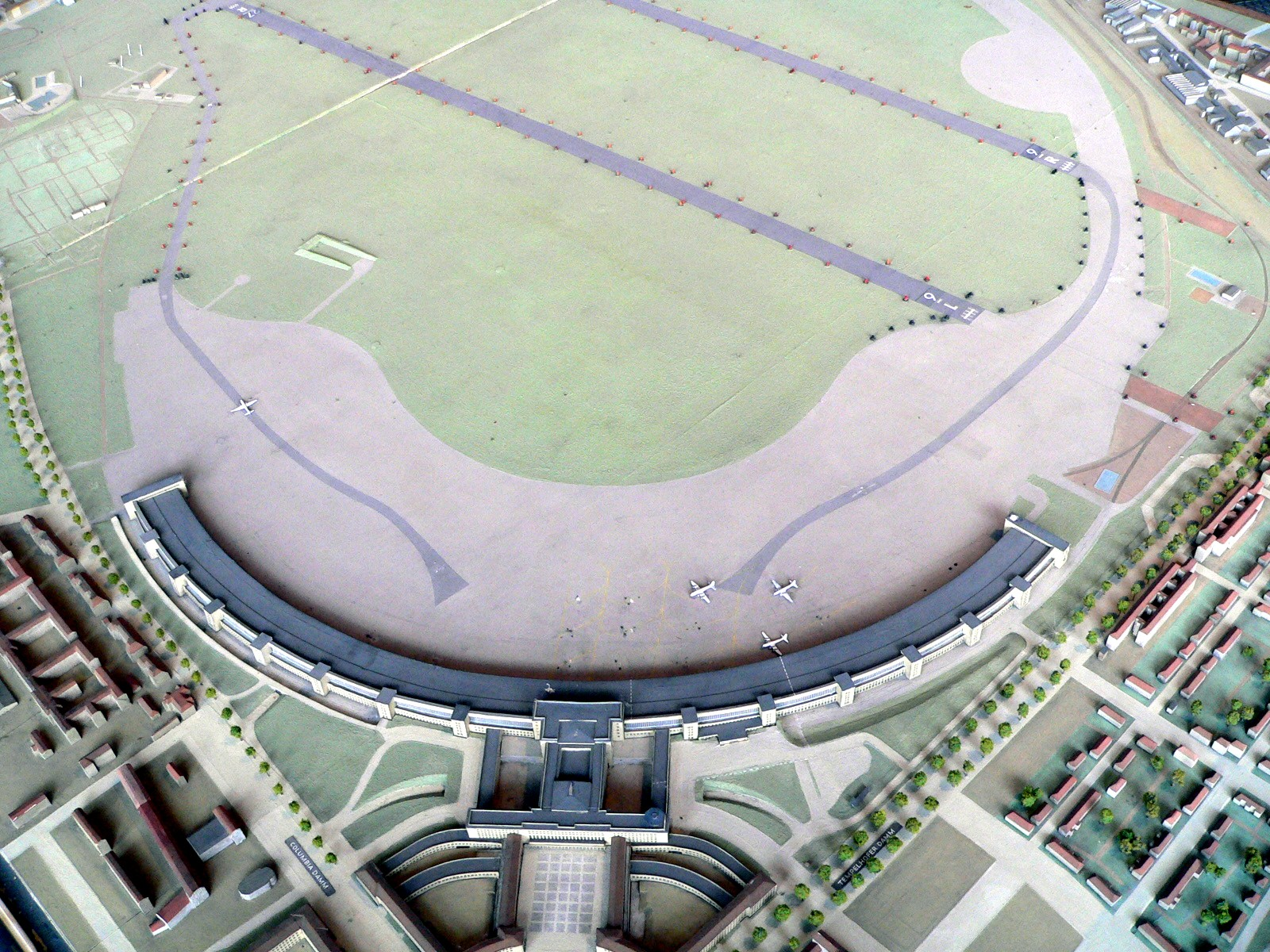
Modell des Flughafens Berlin-Tempelhof; Nachkriegszustand mit befestigten Start- und Landebahnen (2005)

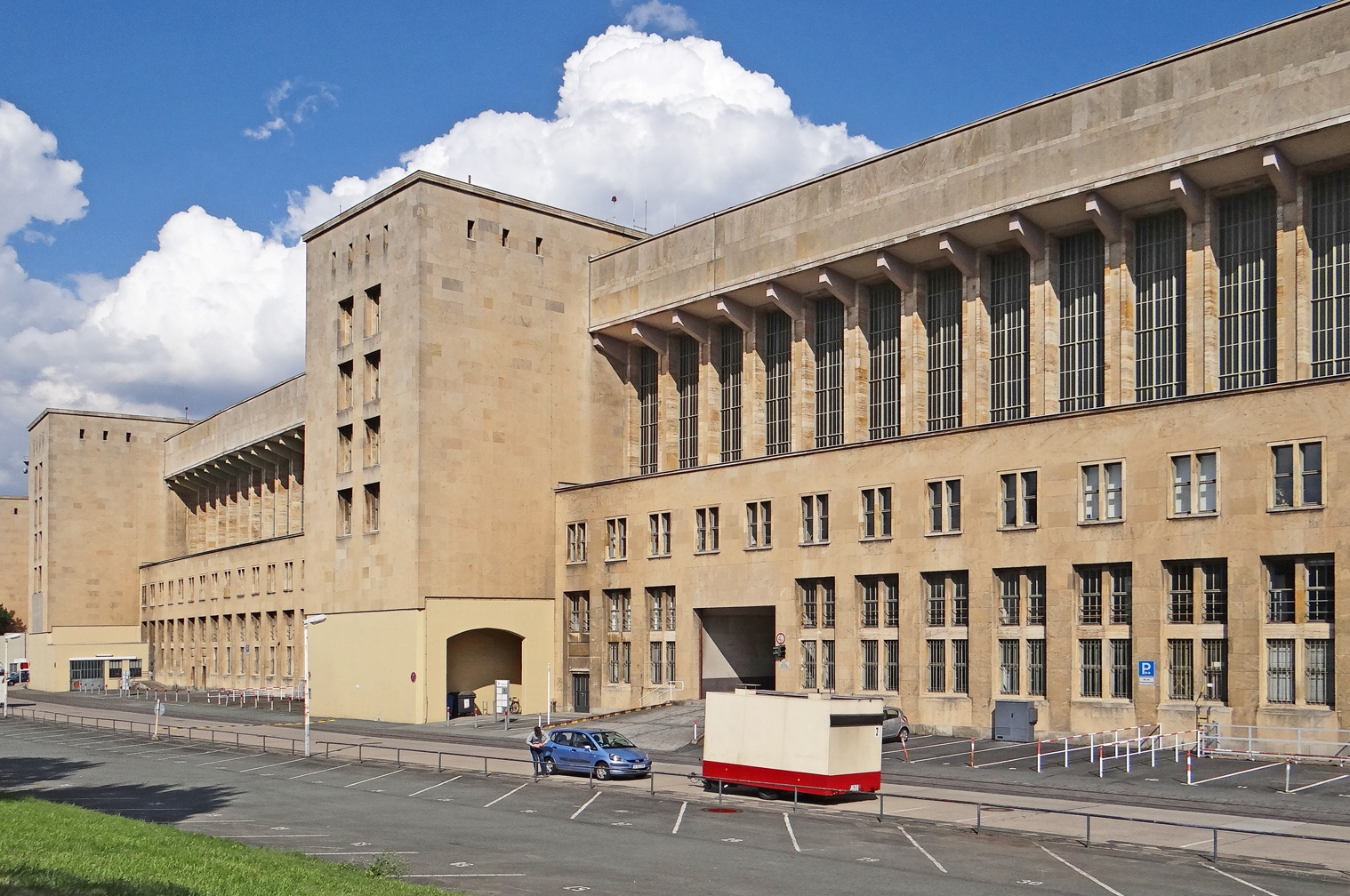
Flughafen Berlin Tempelhof (2013)

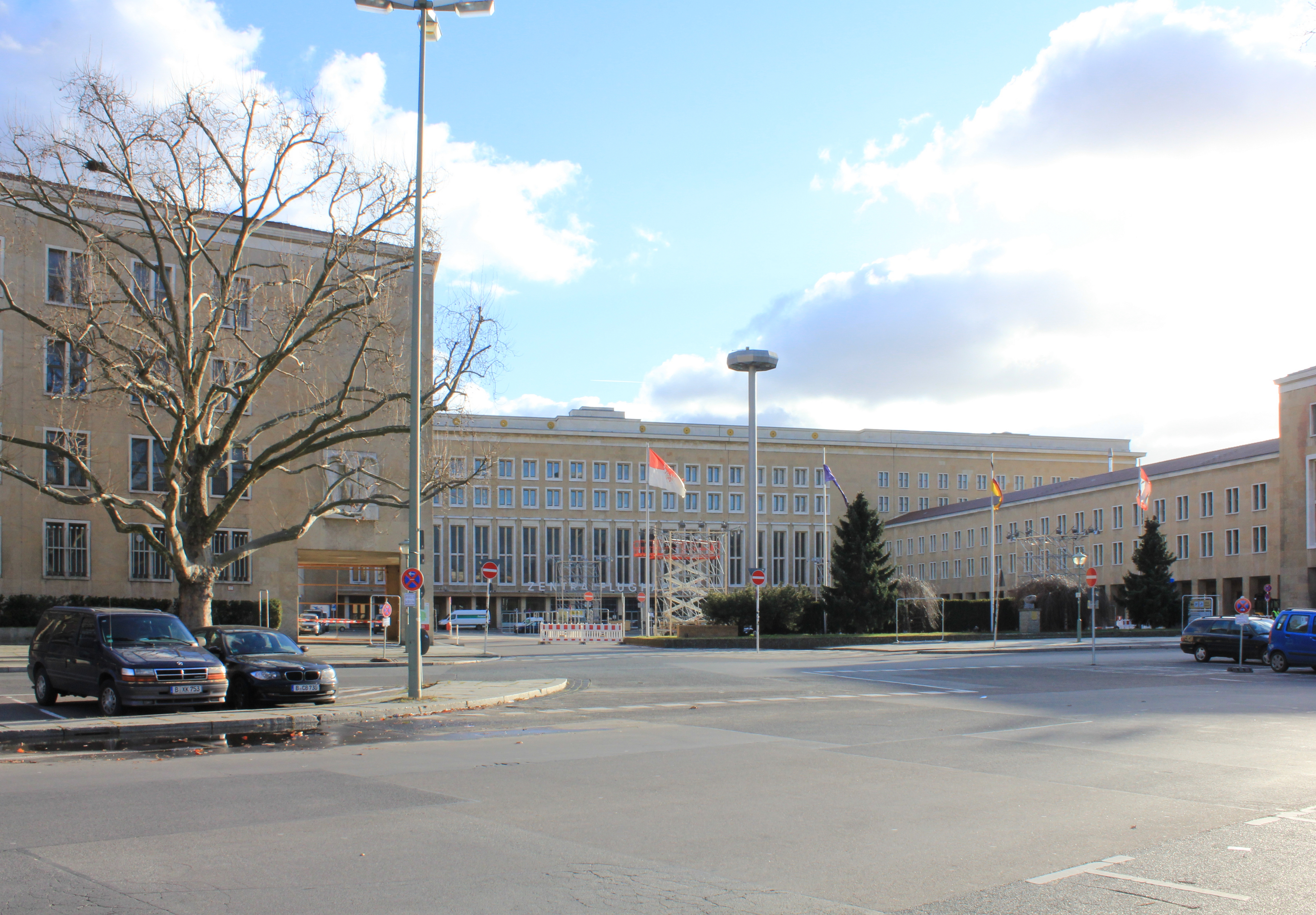
Berlin Tempelhof, Platz der Luftbrücke (2012)

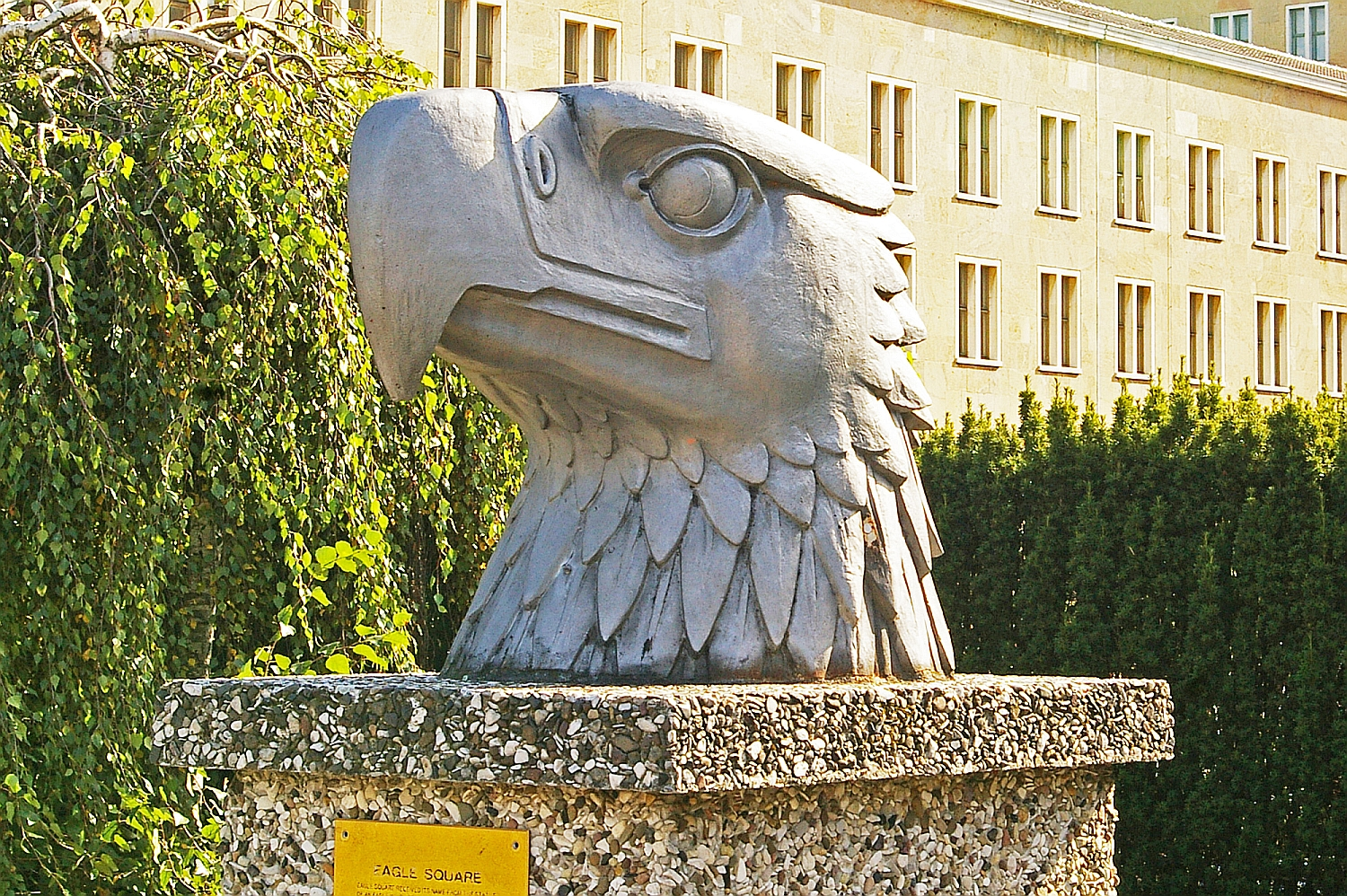
Von Sagebiel entworfener Adler auf dem Platz der Luftbrücke (2011)

- Columbushaus, Berlin 1930–1932, Projektleitung für Erich Mendelsohn
- Reichsluftfahrtministerium, Berlin 1934–1935
- Heeres- und Luftwaffennachrichtenschule (Deutsche Verkehrsfliegerschule), Halle (Saale) 1934–1937[3]
- Flughafen Tempelhof, Berlin 1935–1941;[4] die erhaltenen Bauten stehen in der Berliner Baudenkmalliste
- Flughafen Stuttgart, 1936–1939 (nur noch einzelne Bauteile erhalten)
- Flughafen München-Riem, 1936–1939 (nach Umbau bzw. Neubau nicht mehr erkennbar)
- Fliegerhorst Fürstenfeldbruck
- Privatwohnhaus in Berlin-Dahlem, Vogelsang 16; 1934[5]
- Dienstwohnhäuser für Offiziere des Luftkreiskommandos (L.K.K.) II, in Berlin-Dahlem, Hüttenweg; 1935/36,[6] die in der Berliner Denkmalliste stehen[7]
- Wohnhaus Familie Sagebiel in Berlin-Zehlendorf, Cimbernstraße 13b, 1935
- Fliegerhorst Celle-Wietzenbruch[8]
- Barackenlager für eine Luftnachrichtenabteilung in Prenzlau-Birkenhain, 1939/40
- Bücker-Flugzeugwerke, Rangsdorf
- Luftkreiskommandos in Kiel, Königsberg und Münster[9] (bis zu seiner Außerdienststellung Ende 2010 hatte das Lufttransportkommando in Münster seinen Sitz in Sagebiels Bau)
- Luftkriegsschule Klotzsche und Flughafen Dresden (Flughafengebäudekomplex »Hansahaus« 2010 abgerissen)
- Luftkriegsschule Potsdam Wildpark (LKS Potsdam-Wildpark), jetzt Einsatzführungskommando der Bundeswehr (noch sehr gut erhalten)
- Lufttechnische Akademie, Hottengrund, Berlin-Kladow, 1934/35
- Wohnhaus Familie Sagebiel mit Architekturbüro, Feldafing, Seestraße 5, 1956
- Bankhaus Merck Finck & Co, München, Maximiliansplatz, 1957/58

Im Architekturmuseum der TU Berlin befinden sich 2.636 Einzelblätter der von Sagebiel vorgenommenen Planungen.